# 貝爾燈塔
貝爾燈塔（Bell Rock Lighthouse）是现存最古老的离岸灯塔，位于北海海面上的貝爾礁石（又名英開普礁石）之上，距离蘇格蘭安格斯的海岸约18千米。1813年啟用，1988年自動化。涨潮時海水會完全淹没礁石，灯塔建成前不少船只因此触礁沉没。
英國廣播公司在一部于2003年开始播映的纪录片中把贝尔灯塔列为「工業世界的七大奇蹟」之一。

## 背景
羅伯特·史蒂文生是貝爾燈塔的發起人，是北燈塔委員會的初級工程師，他曾向委員會提議在礁石上建造燈塔，但委員會認為此計劃太荒唐且不可行。1804年，英國軍艦約克號撞上貝爾礁石沉沒，約500名船員罹難，北燈塔委員會需要採取一些措施，他們找來當時著名的工程師約翰·雷尼，由他負責燈塔計劃。約翰·雷尼認為史蒂文生的燈塔設計很好，但是發現他對燈塔彎曲度的計算錯誤，因此需要作出一些修正，以防燈塔倒塌。1806年，國會通過提案，准許建造貝爾燈塔，首席工程師一職由約翰·雷尼擔任，而史蒂文生只是他的助手。

## 建造過程
1807年8月17日，一組工人準備揚帆去貝爾礁石，但他們只能在風平浪靜的夏季工作，而另一組工人就全天候在蘇格蘭打磨燈塔所需要的花崗石。工人們除了要打造地基之外，還要打造自己的房屋，因為他們的大帆船離礁石約一英里遠，每天划來划去是費時失事。為了加快工作進度，史蒂文生要求工人在安息日工作，此舉令許多工人不滿，有些甚至在當天拒絕工作。
1808年，工人們要把預先打磨好的花崗石運到礁石上，慢慢砌成燈塔，但該年的建造速度十分慢，全年80個工作小時內只完成了三層岩石；同年，一名16歲的工人不幸罹難，他的工作由他的弟弟接替，當時他只有14歲。1809年，雷尼經常到礁石監督燈塔的建造，史蒂文生為了打發他，便寫了82封信給雷尼，而雷尼亦很用心地回覆他的信件。1810年，燈塔正式完成，總共用了2500塊石頭和兩人的性命，而燈塔在1811年2月1日首次亮燈，正式啟用。

## 外部連結
- Bell Rock History（英文）
- Bellrock.org.uk : Welcome （页面存档备份，存于）（英文）